# Stratum (Eindhoven)

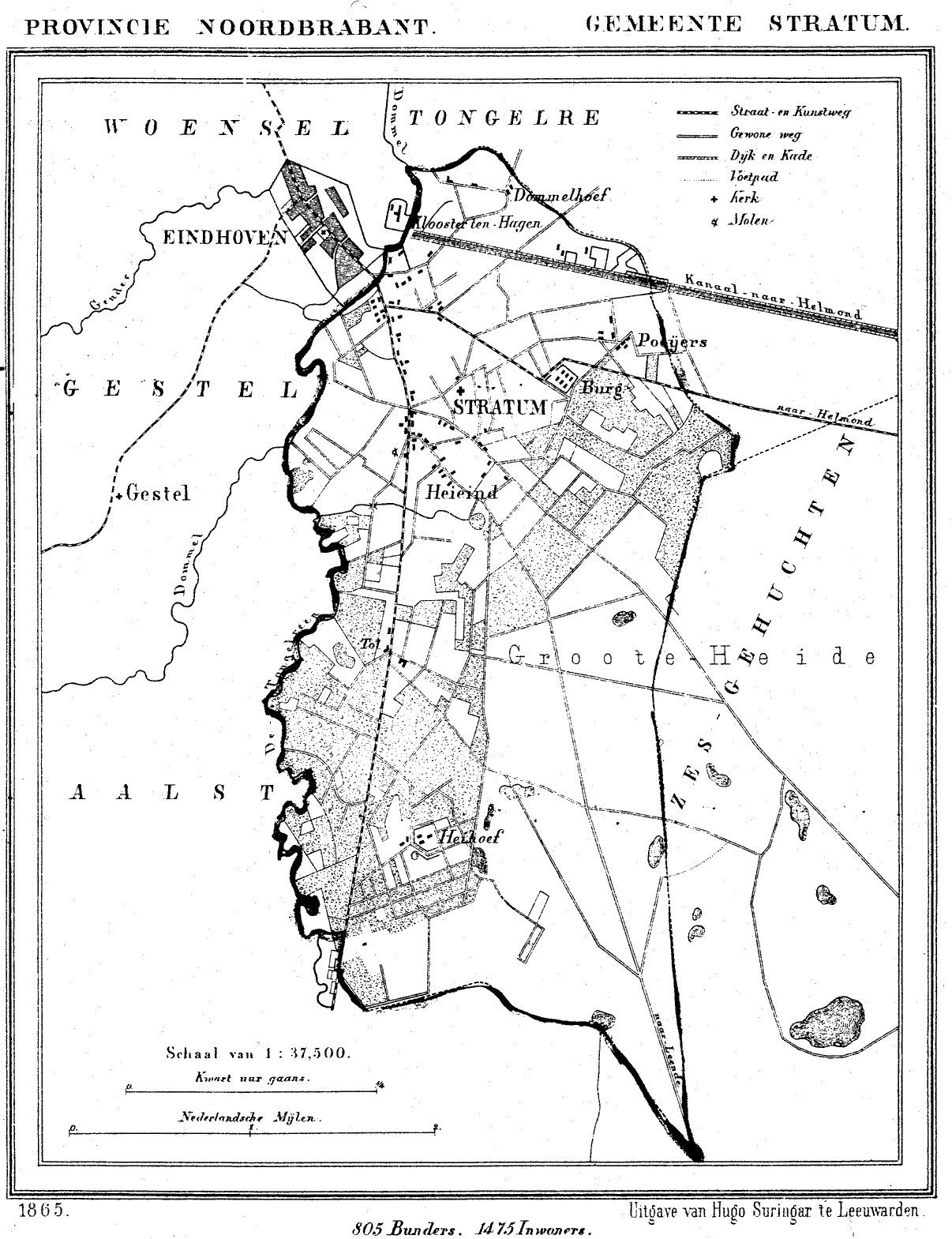
de gemeente Stratum in 1865

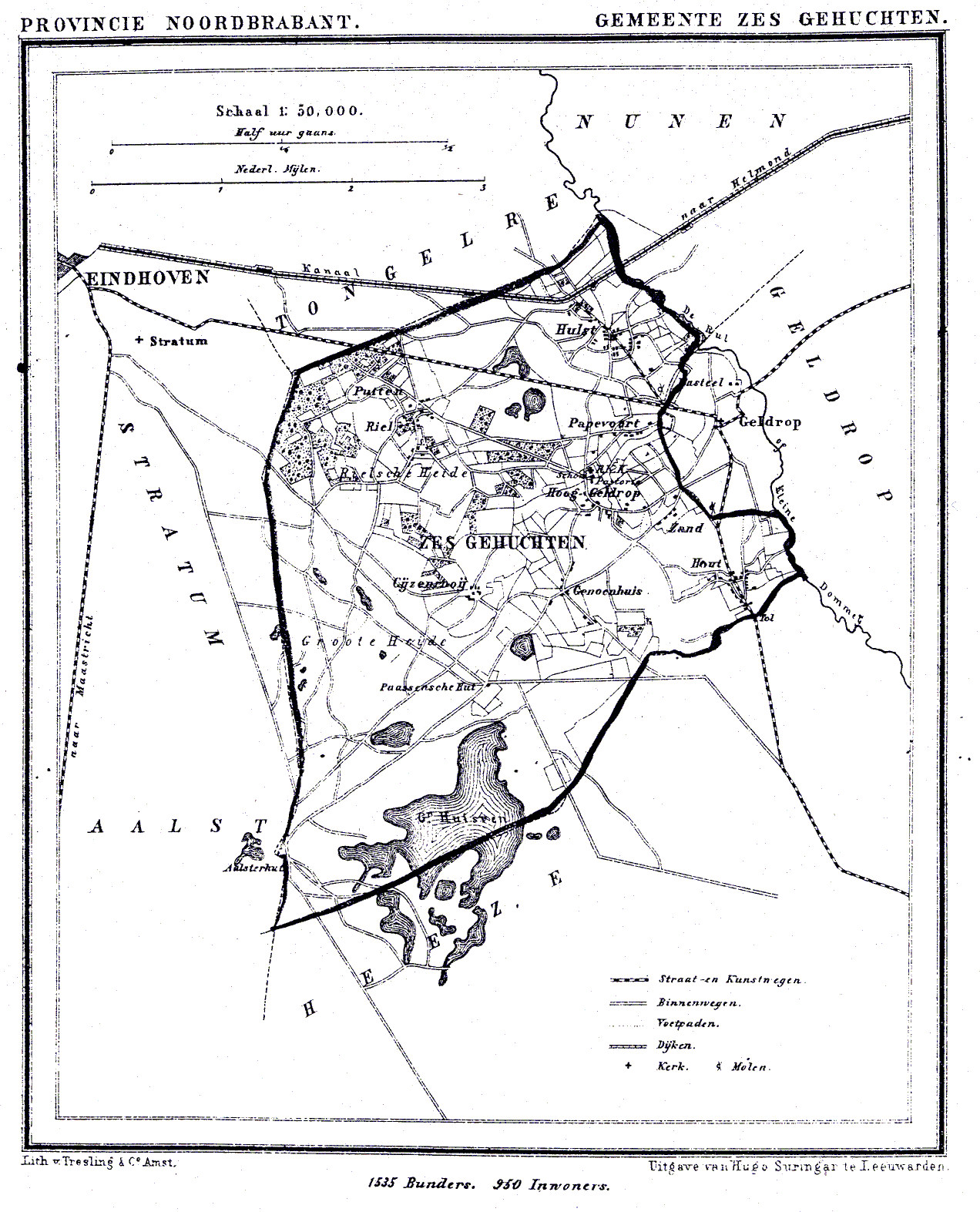
de gemeente Zesgehuchten in 1866

Stratum is een van de stadsdelen van de gemeente Eindhoven (provincie Noord-Brabant). Op 1 januari 2023 telde het stadsdeel 35.665 inwoners, verdeeld over 17.285 woningen, op een oppervlakte van 11,53 km².

## Geschiedenis
De oudste materiële aanwijzingen van een nederzetting op de plaats van Stratum dateren uit de 11e en 12e eeuw. Deze bestaan uit scherven die werden gevonden bij opgravingen, gedaan in 2004 bij Zorgcentrum Wilgenhof (in het hart van het dorp, naast de kerk). De eerste vermelding van de plaatsnaam stamt uit 1325. In die tijd werd er een slot gebouwd, De Burgh geheten, dat in 1912 gesloopt werd en vervangen door Huize De Burgh.
Het boerendorp Stratum met omliggend gebied (vooral bos en hei) was oorspronkelijk eigendom van de heren van Heeze en Leende.
Met het opkomen van de industrie in de 19e en 20e eeuw (sigaren, textiel) werd de band met Eindhoven steeds belangrijker.
De eerste kapel, ook toen gewijd aan Sint-Joris, wordt voor het eerst vermeld omstreeks 1400. In 1489 werd het een parochiekerk. Deze werd na 1648 door de protestanten gebruikt, maar in 1796 weer aan de katholieken teruggegeven, die haar tot 1885 gebruikten, waarna de huidige Sint-Joriskerk in gebruik werd genomen.
De gemeente Eindhoven werd op 1 januari 1920 gevormd uit het oude stadje Eindhoven en de omliggende gemeenten Woensel, Strijp, Gestel, Stratum en Tongelre. Het 'annexatiemonument' dat deze gebeurtenis memoreert bevindt zich te Stratum. Ook nu nog spelen de bovengenoemde stadsdelen een belangrijke rol in het bestuur. Zo hebben ze aparte stadsdeelkantoren. In verband met gemeentelijke bezuinigingen zijn veel functies daarvan echter grotendeels overgeheveld naar het centrale stadskantoor; wel kan men hier terecht voor 'service'-gerichte zaken zoals het inwinnen van informatie over de stadsdelen.
Zoals op de kaartjes te zien, is de grens van Stratum sinds 1920 flink veranderd:
- In 1972 werd de gemeentegrens met Geldrop, die dwars door de bebouwing liep, een stuk naar het oosten geschoven, over het grondgebied van de voormalige gemeente Zesgehuchten (in 1921 bij Geldrop gekomen). Hierdoor werden de buurtschappen Riel en de Putten, alsmede de buurt Tivoli en een deel van Schuttersbosch bij Stratum gevoegd. Met name Tivoli verkeerde voordien in een vreemde situatie, aangezien deze buurt aansloot op de bebouwde kom van Stratum, maar op aanzienlijke afstand van de kom van Geldrop lag.
- De autosnelweg A67 heeft het zuidelijkste stuk heide- en bosland afgesneden. Zie: knooppunt Leenderheide.
- Als grens met Tongelre wordt tegenwoordig het Eindhovens Kanaal genomen.

## Economie
Stratum was oorspronkelijk een agrarische gemeenschap. Anno 2020 zijn er nog slechts enkele boerderijen, weilanden en akkers, vooral rondom Riel.
In de tweede helft van de 19e ontstond sigaren- en textielindustrie, die vrijwel geheel ter ziele is.
Vervolgens deden ook grotere, moderne bedrijven hun intrede, waarvan er een aantal nog bestaat.
Tussen de Geldropseweg en het Eindhovens Kanaal ligt de vestiging van DAF. Op dit enorme terrein worden trucks geproduceerd, inclusief de motoren ervan. Naast DAF aan het Eindhovens Kanaal lag een belangrijke zuivelfabriek van Campina.

## Cultuur
- Parktheater Eindhoven. Dit bevindt zich in het Stadswandelpark.
- Pand P aan de Leenderweg. Een wijktheater.
- Muziekkiosk Wim van Doorne. Dit grote muziekpodium is de opvolger van een veel oudere muziekkiosk die in 1892 in het Stadswandelpark werd gebouwd. Deze moest wijken voor de Stadsschouwburg, het huidige Parktheater. In 1990 werd een nieuwe kiosk geopend, die zich naast het Parktheater bevindt. Hier worden openluchtconcerten gegeven.
- Beelden in het Stadswandelpark. Permanente uitstalling van een dertigtal beelden en sculpturen, en daarnaast wisselende tentoonstellingen.

## Bezienswaardigheden

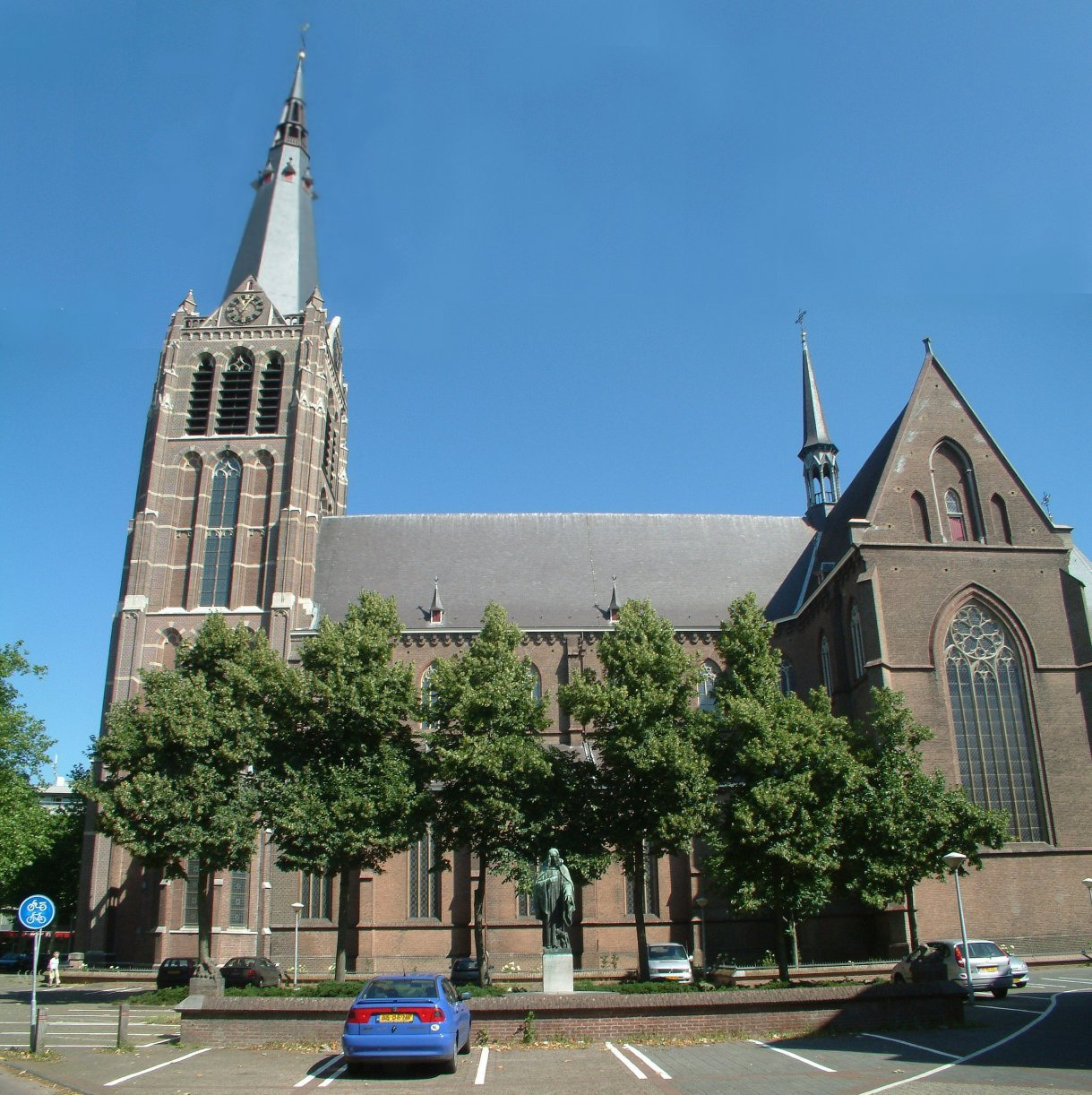
St.-Joriskerk in Eindhoven (stadsdeel Stratum)

- Sint-Joriskerk. Deze kerk werd in 1885 ingewijd. Het is een neogotische kruisbasiliek. De architect was Hendrik Jacobus van Tulder. De toren kwam pas gereed in 1911. Deze had Tulders' leerling Jacobus van Gils tot architect. De viering van de kerk is, door gebruik van dubbele hoekpijlers, in de vorm van een achthoek, en er zijn stergewelven in plaats van de meestal gebruikte kruisgewelven. Er is een orgel uit 1932, waarin delen van de voorganger uit 1913 zijn verwerkt. Het interieur van de kerk is bijzonder gaaf. Sedert 1976 is de kerk een rijksmonument.
- Riel. Deze buurtschap is in 1972 van gemeente Geldrop naar Eindhoven overgegaan, en was tot 2009 van de bebouwde kom van Eindhoven gescheiden. Riel heeft de status van beschermd dorpsgezicht.
- Het Witte Dorp. Dit is een woonbuurt tussen de oude kern van Stratum en het kasteel De Burgh, bestaande uit geheel wit geschilderde huizen, gebouwd door architect Willem Dudok van 1937 tot 1939. Dit voorbeeld van de stijl van de nieuwe zakelijkheid vertoont een gave eenheid en is verklaard tot rijksmonument. De Lichtjesroute doet traditiegetrouw deze buurt aan.
- Pensionaat Eikenburg. Een kloostercomplex dat in 1885 werd gesticht door de Broeders van Liefde.
- Radiomonument. In het Stadswandelpark bevindt zich dit monument uit 1936 dat herinnert aan de eerste draadloze radio verbinding die in 1927 werd gerealiseerd met het toenmalige Nederlandsch-Indië. Het stelt een roepende vrouw voor. Mede gezien de historische betekenis ervan werd het verklaard tot rijksmonument.
- Huize 'De Burgh'. Dit landhuis is in 1912 gebouwd voor de familie Smits, later Smits van Oyen. De architect was Joseph Cuypers. Sedert 1936 bewoond door de Zusters van Barmhartigheid, die er psychiatrische patiënten verzorgden. Het bevindt zich op de plaats van een veel ouder kasteel.
- Grafkapel van de familie Van Abbe aan de Roostenlaan. Dit bakstenen rijksmonument uit 1935 is ontworpen door A.J. Kropholler in opdracht van Henri van Abbe, directeur van Karel I sigarenfabrieken en stichter van het Van Abbemuseum. Henri is bijgezet in 1940.
- Diverse villa's, met name in de buurt Den Elzent.
- Watertoren. Een opmerkelijke structuur met drie witte bollen aan de Antoon Coolenlaan, gebouwd in 1970 naar ontwerp van architect Wim Quist.
- Jan Custershuis aan de Geldropseweg 20, uit 1898, ontworpen door de beeldhouwer zelf, voorzien van neogotische beelden, die de architectuur en de beeldhouwkunst verzinnebeelden.

## Natuur en Landschap

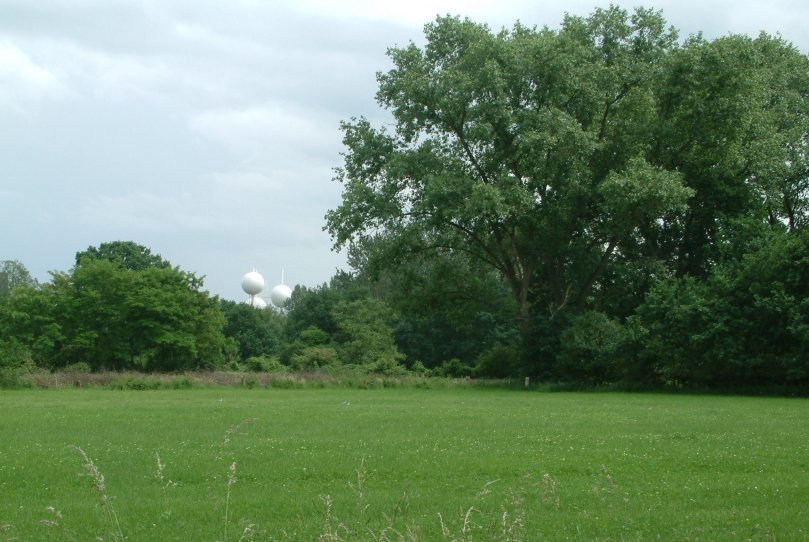
Waterbollen gezien vanuit de Genneper Parken

Stratum wordt vanouds in het westen begrensd door de Dommel en de Tongelreep, welke laatste in het Stadswandelpark in de Dommel stroomt. De stroomdalen van beide rivieren, die deels ook op het grondgebied van Gestel liggen, maken deel uit van het Eindhovense Stadswandelpark, dat naar het zuiden toe geleidelijk een natuurlijker karakter krijgt en, ten zuiden van de Eindhovense rondweg, overgaat in Genneper Parken.
In het Stadswandelpark bevinden zich een aantal exotische bomen.
Ten oosten van Stratum ligt een oud cultuurgebied waarvan de kern, de Gijzenrooise Zegge genaamd, een beschermd natuurgebied is.
De noordgrens van het stadsdeel wordt door het Eindhovens Kanaal gevormd. Hier kan men fietsen en vindt men waterplanten.
Ten zuiden van Stratum liggen een aantal oude eikenbossen, waaronder het landgoed Eikenburg.
Ten zuidoosten van Stratum ligt de Stratumse Heide, waarin zich het Kanunnikesven bevindt, dat een beschermde status heeft en voedselarm water bevat. Te midden van dit ven ligt een eilandje. Het heide- en naaldhoutgebied van de Stratumse Heide gaat over in de Groote Heide, waarvan het gescheiden is door een snelweg. Een aantal wandel- en fietspaden maken het mogelijk dit gebied te verkennen.

## Wijken in het stadsdeel Stratum
Het stadsdeel Stratum bestaat uit 3 wijken en 22 buurten.
- Oud-Stratum

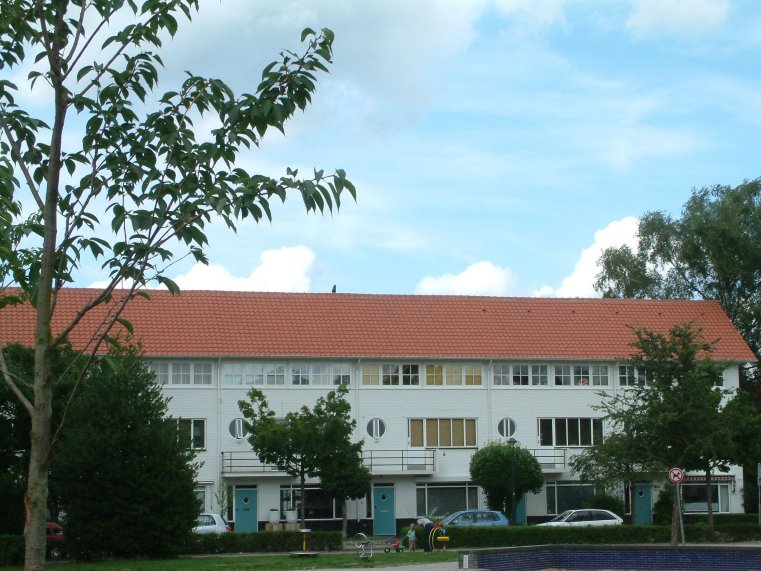
Burghplein (Tuindorp/Witte Dorp)

- Bloemenplein (voorheen Bloemenbuurt, de meeste straten met een bloem in de naam liggen in de wijk Kortonjo)
- Elzent-Noord
- Elzent-Zuid
- Heistraat
- Irisbuurt
- Looiakkers
- Rochusbuurt
- Tuindorp/Witte Dorp

- Kortonjo

- Eikenburg
- Gerardusplein
- Kerstroosplein
- Genneperzijde (Poelhekkelaan)
- Roosten
- Sportpark Aalsterweg

- Putten

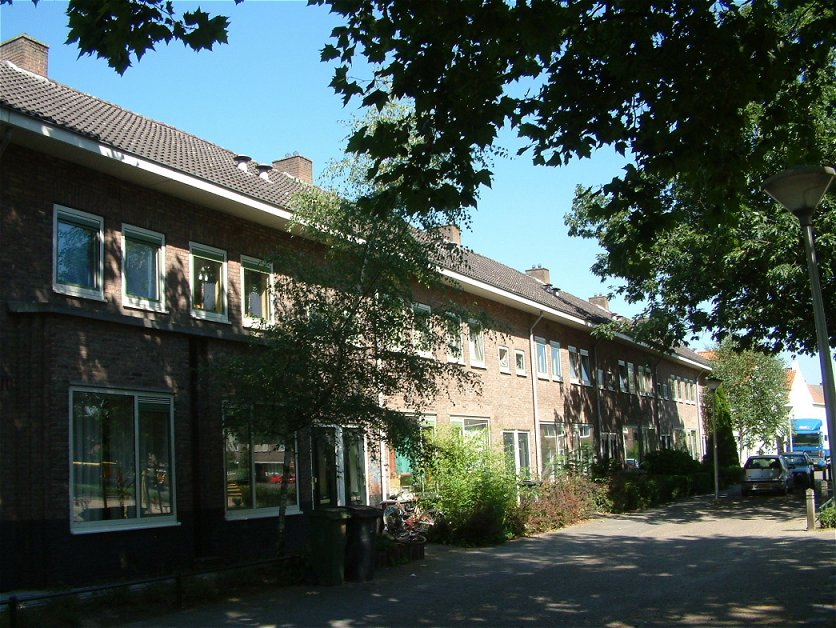
Kerstroosplein (Kerstroosplein)

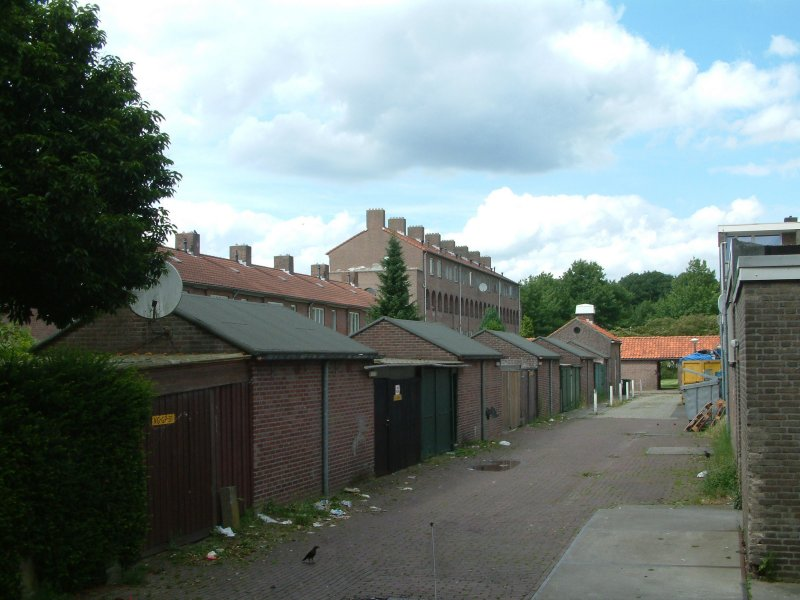
Honthorststraat in Burghplan

- Burghplan (tot 1972 deels gemeente Geldrop)
- Gijzenrooi (tot 1972 gemeente Geldrop. Het naburige gehucht Gijzenrooi is ook nu nog in de gemeente Geldrop)
- Kruidenbuurt
- Nieuwe Erven
- Poeijers
- Schuttersbosch (tot 1972 deels gemeente Geldrop)
- Sintenbuurt (voorheen buurt Bonifaciuslaan)
- Tivoli (tot 1972 gemeente Geldrop)

## Naamgeving buurten
In het stadsdeel Stratum zijn de meeste gebieden vernoemd naar oude gehuchten of boerderijen, zoals in de rest van de stad. Als dit niet mogelijk was werd er gekozen voor het centrale plein van de buurt. De buurten in Stratum zijn vaak opgezet rond zo'n centraal plein.

## Geboren in Stratum
- A.F.Th. van der Heijden, schrijver (geboren in Tivoli)
- Peter Koelewijn, zanger, producer en DJ
- Theo van der Nahmer, beeldhouwer

## Nabijgelegen kernen
Geldrop, Eindhoven, Gestel, Aalst

## Foto's

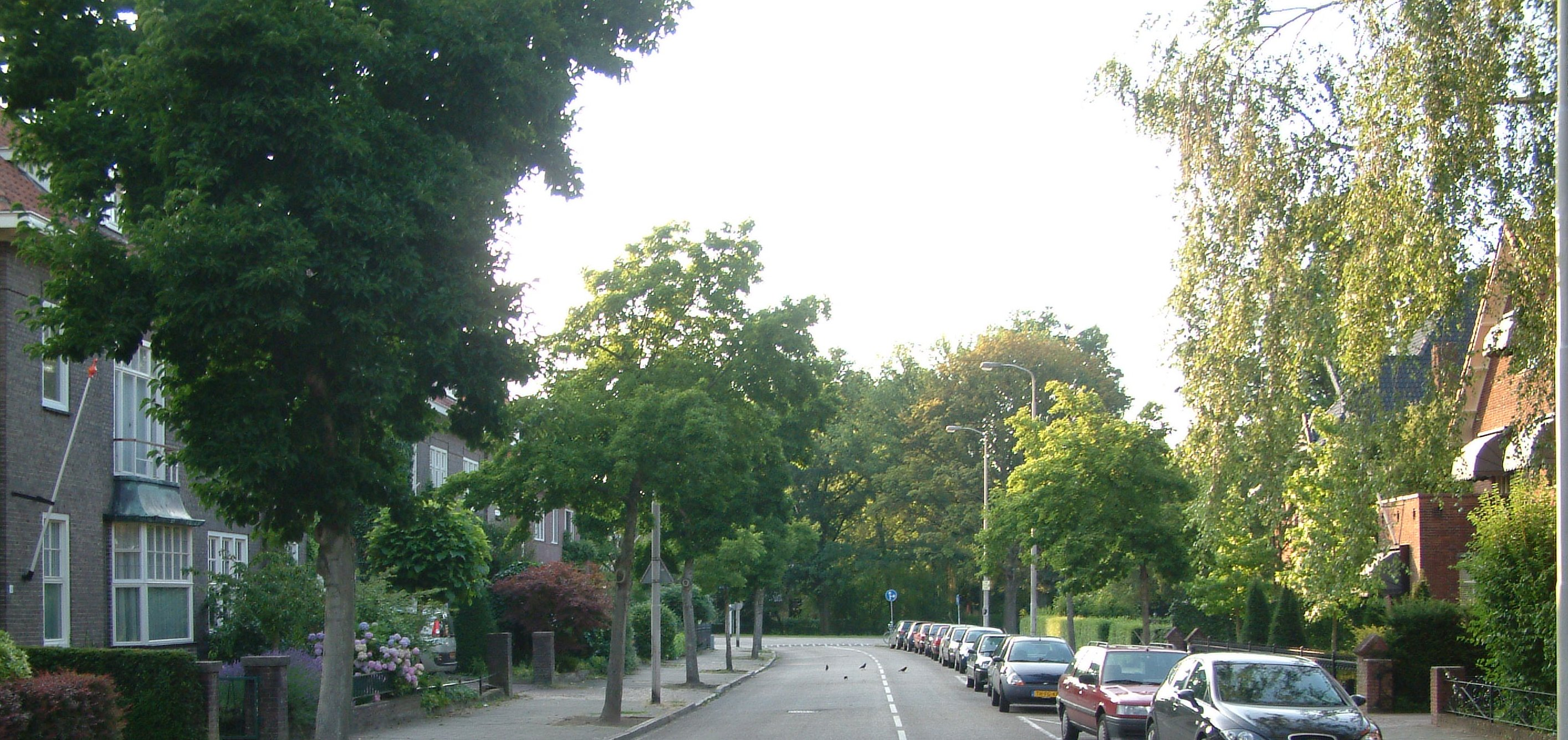
De Elzentlaan (Elzent)
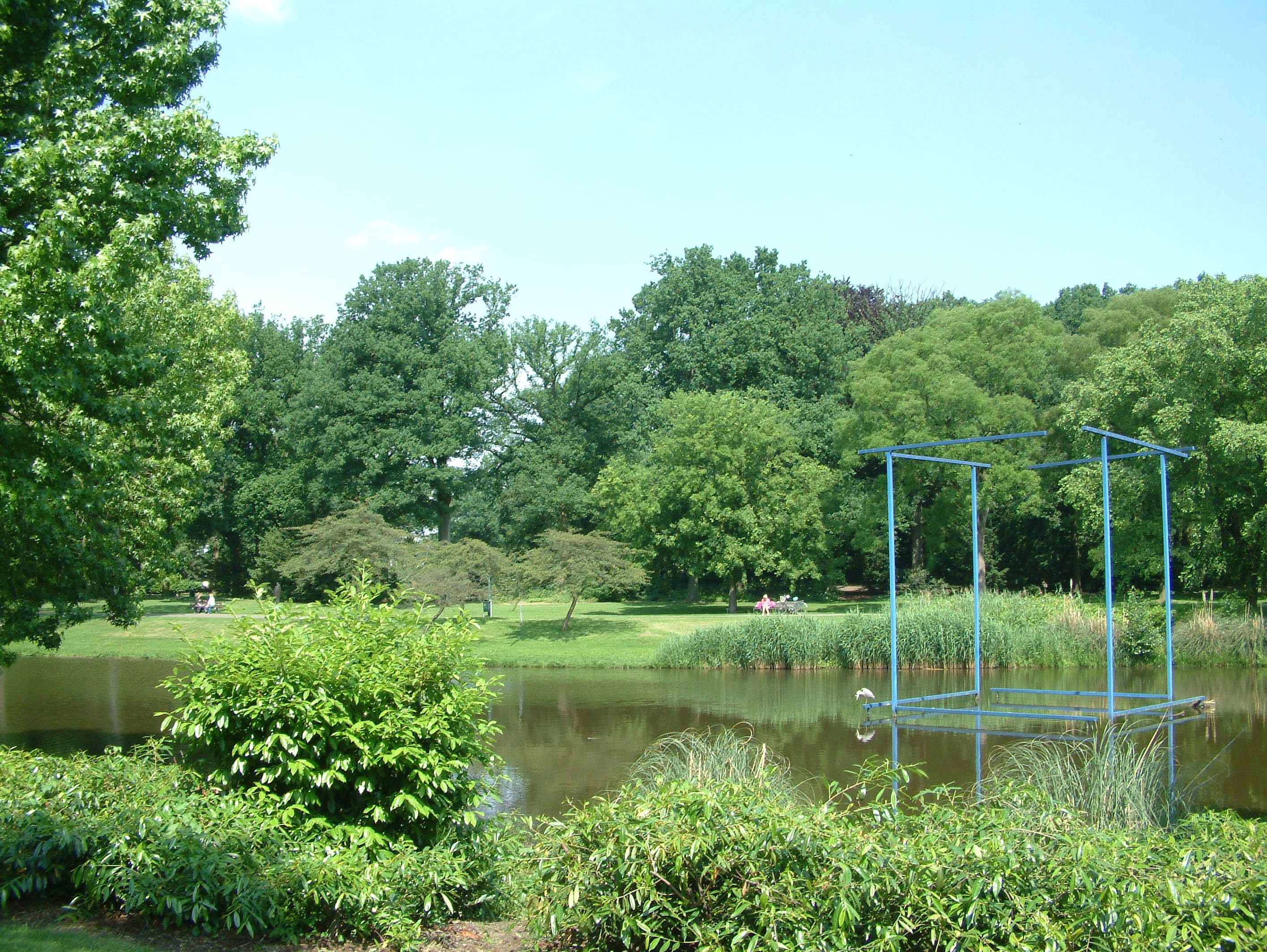
Stadswandelpark (Looiakkers)
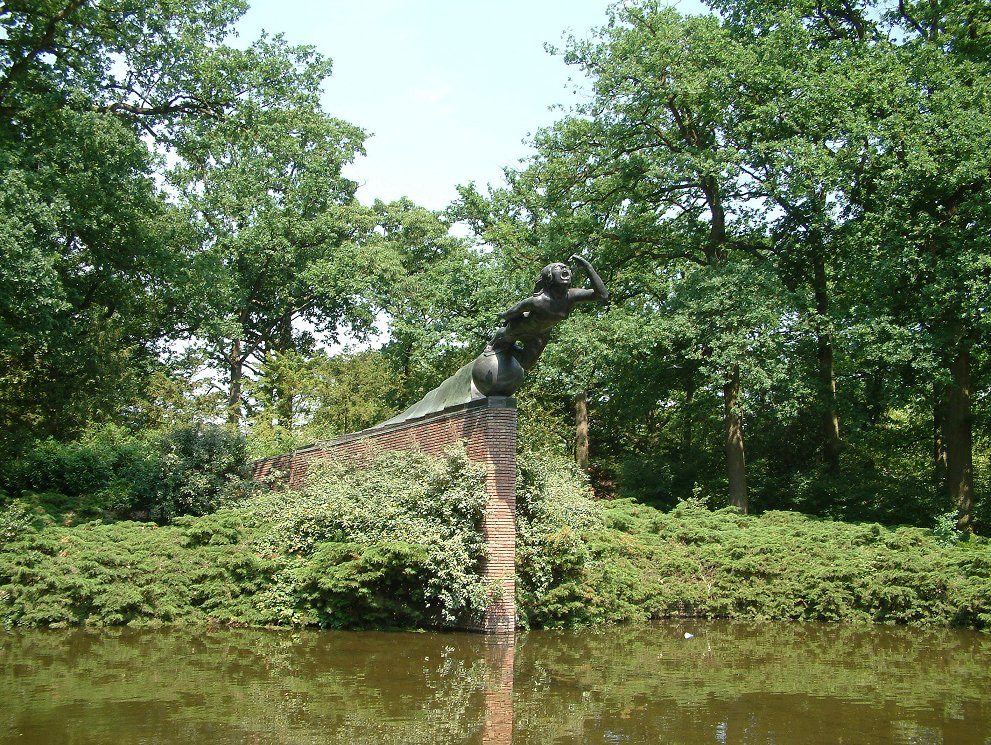
Radiomonument, rijksmonument in het Stadswandelpark (Looiakkers)
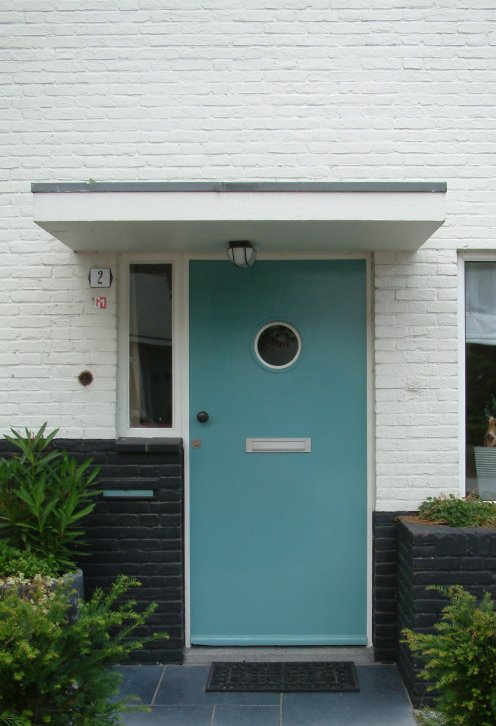
Deur in het Witte Dorp, rijksmonument
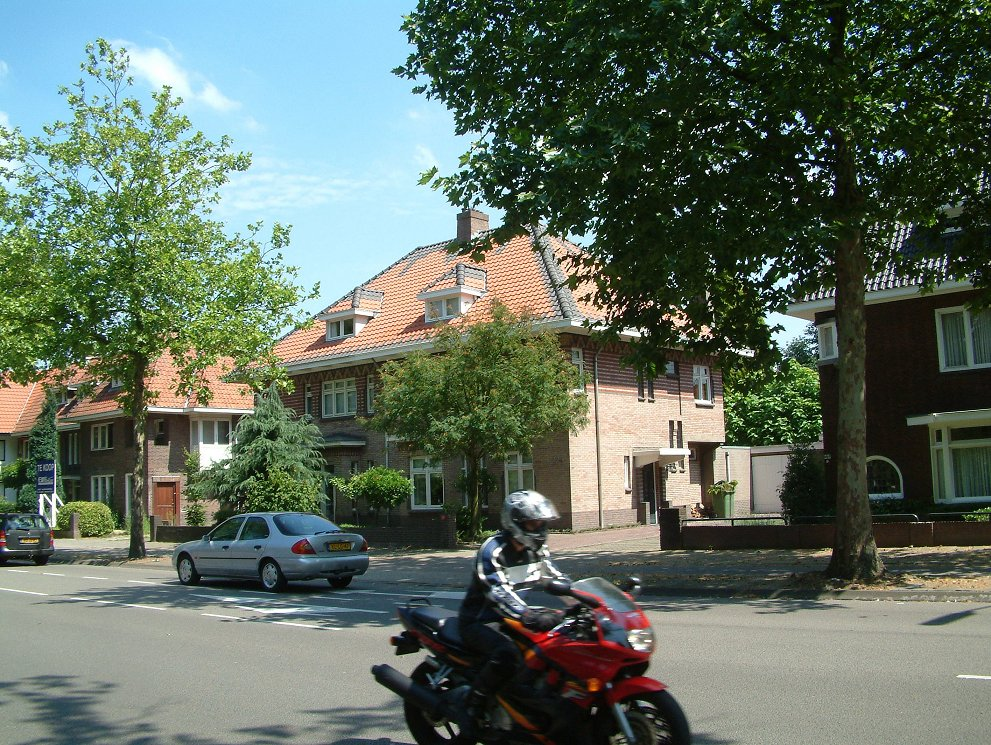
Aalsterweg 203-205, rijksmonumenten (Gerardusplein)
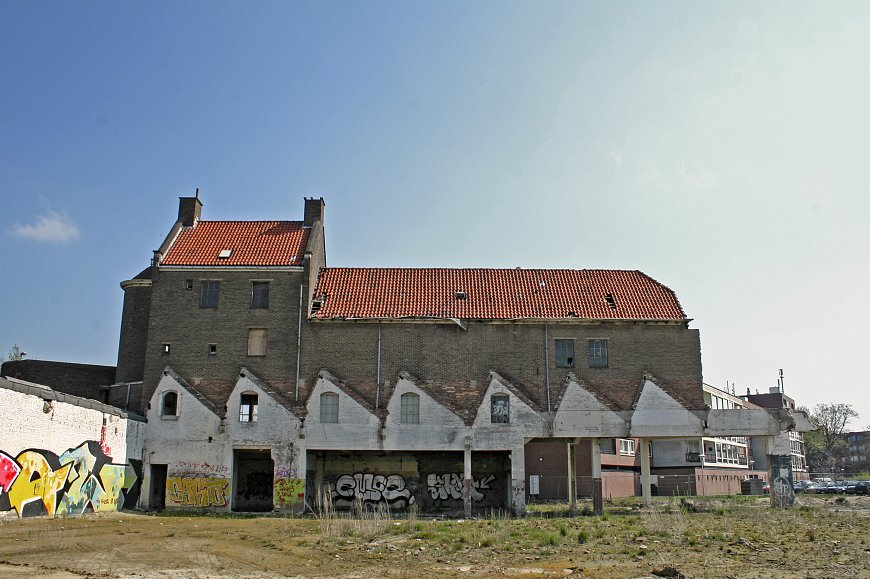
gebouw in de Irisbuurt
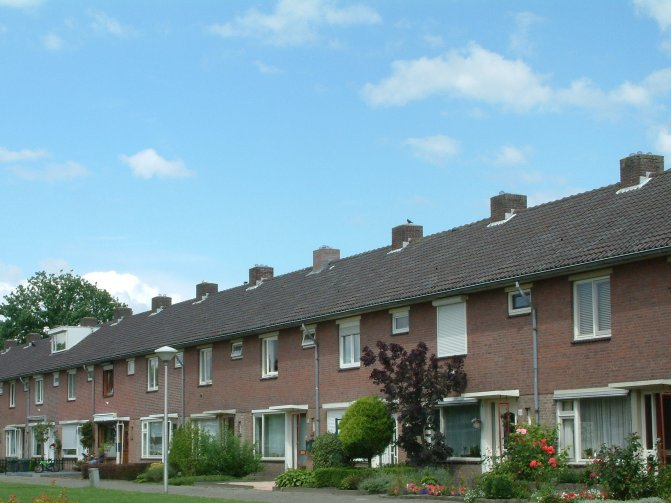
Kardinaal van Rossumstraat (Sintenbuurt)
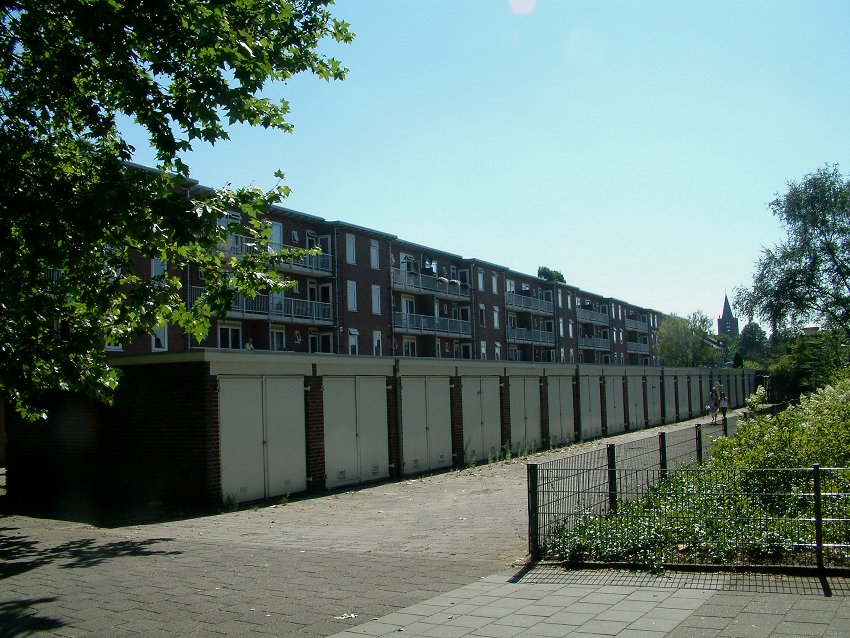
Bosranklaan (Nieuwe Erven)
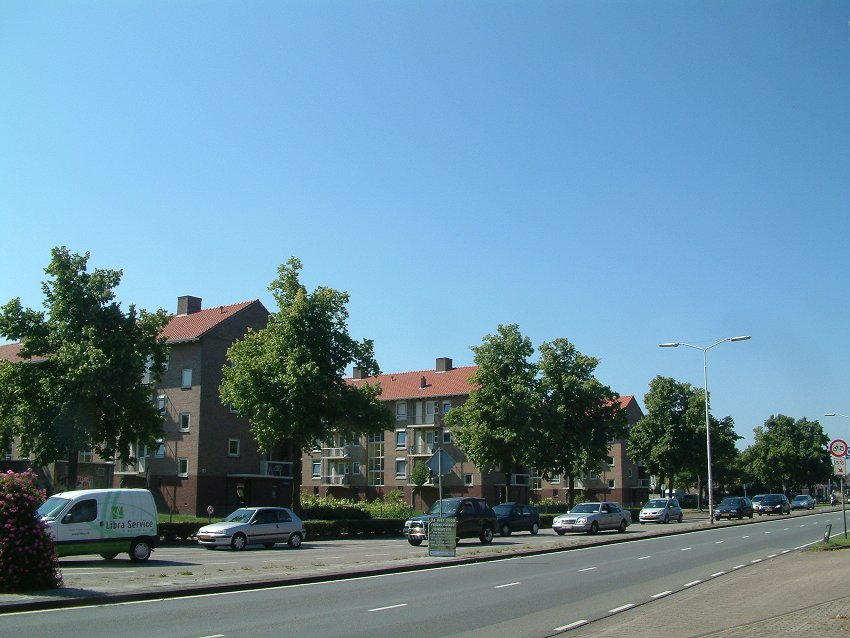
Petuniapad en Lobeliapad, gelegen aan Ring (Nieuwe Erven)
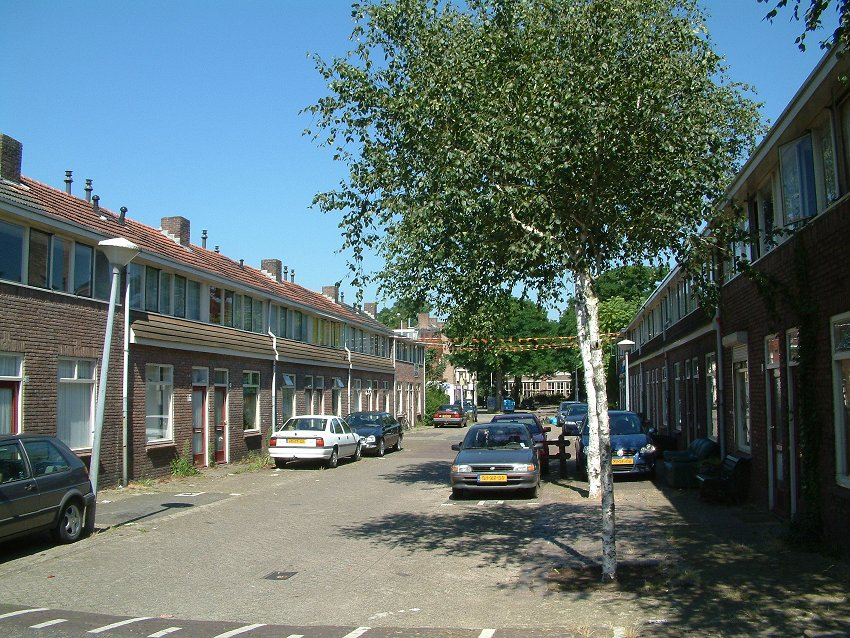
Laurierstraat (Kruidenbuurt)
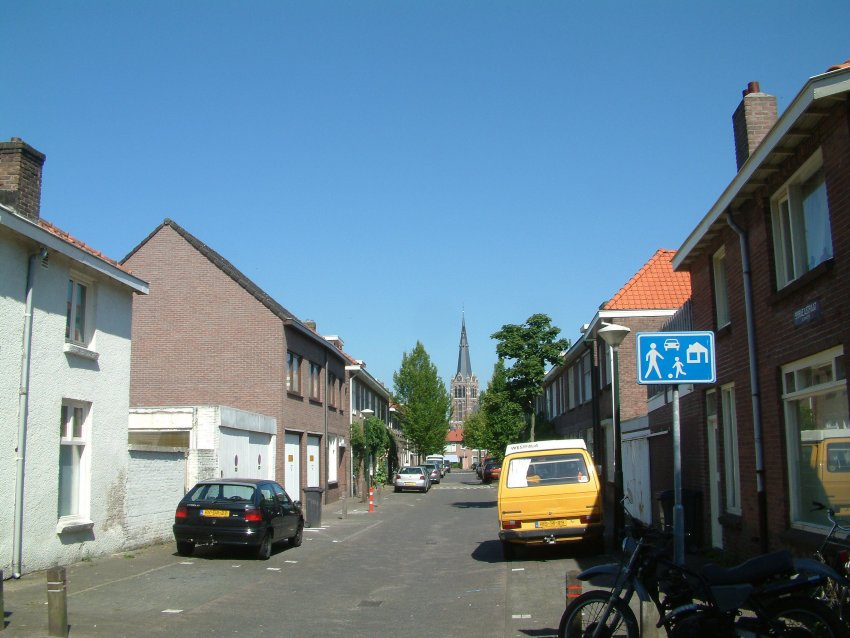
Spiraeastraat, zicht op de Sint-Joriskerk vanuit de Heistraat (Heistraat)